# Хиллман, Дарнелл
Дарнелл Хиллман (англ. Darnell Hillman; родился 29 августа 1949 года в Сакраменто, штат Калифорния, США) — американский профессиональный баскетболист, выступавший в Американской баскетбольной ассоциации, отыграв пять из девяти сезонов её существования, а также ещё четыре сезона в Национальной баскетбольной ассоциации. Двукратный чемпион АБА в сезонах 1971/1972 и 1972/1973 годов в составе команды «Индиана Пэйсерс».

## Ранние годы
Дарнелл Хиллман родился 29 августа 1949 года в городе Сакраменто (штат Калифорния), где учился в средней школе имени Хайрема У. Джонсона, в которой играл за местную баскетбольную команду.

## Статистика

### Статистика в НБА
| Сезон                                                                                    | Команда      | Регулярный сезон | Регулярный сезон | Регулярный сезон | Регулярный сезон | Регулярный сезон | Регулярный сезон | Регулярный сезон | Регулярный сезон | Регулярный сезон | Регулярный сезон | Регулярный сезон | Серия плей-офф | Серия плей-офф | Серия плей-офф | Серия плей-офф | Серия плей-офф | Серия плей-офф | Серия плей-офф | Серия плей-офф | Серия плей-офф | Серия плей-офф | Серия плей-офф |
| Сезон                                                                                    | Команда      | GP               | GS               | MPG              | FG%              | 3P%              | FT%              | RPG              | APG              | SPG              | BPG              | PPG              | GP             | GS             | MPG            | FG%            | 3P%            | FT%            | RPG            | APG            | SPG            | BPG            | PPG            |
| ---------------------------------------------------------------------------------------- | ------------ | ---------------- | ---------------- | ---------------- | ---------------- | ---------------- | ---------------- | ---------------- | ---------------- | ---------------- | ---------------- | ---------------- | -------------- | -------------- | -------------- | -------------- | -------------- | -------------- | -------------- | -------------- | -------------- | -------------- | -------------- |
| 1976/77                                                                                  | Индиана      | 82               |                  | 28,1             | 44,3             |                  | 66,0             | 8,5              | 2,0              | 1,2              | 1,3              | 10,7             | Не участвовал  | Не участвовал  | Не участвовал  | Не участвовал  | Не участвовал  | Не участвовал  | Не участвовал  | Не участвовал  | Не участвовал  | Не участвовал  | Не участвовал  |
| 1977/78                                                                                  | Нью-Джерси   | 45               |                  | 27,1             | 47,1             |                  | 57,6             | 7,5              | 1,1              | 1,1              | 1,0              | 13,1             | Не участвовал  | Не участвовал  | Не участвовал  | Не участвовал  | Не участвовал  | Не участвовал  | Не участвовал  | Не участвовал  | Не участвовал  | Не участвовал  | Не участвовал  |
| 1977/78                                                                                  | Денвер       | 33               |                  | 22,6             | 49,8             |                  | 60,5             | 7,2              | 1,6              | 0,4              | 1,1              | 7,8              | 13             |                | 20,0           | 39,2           |                | 73,3           | 6,2            | 1,4            | 0,5            | 0,5            | 5,6            |
| 1978/79                                                                                  | Канзас-Сити  | 78               |                  | 20,7             | 49,3             |                  | 55,8             | 5,5              | 1,2              | 0,6              | 0,8              | 7,0              | 5              |                | 22,4           | 31,3           |                | 52,9           | 6,6            | 1,6            | 0,8            | 0,6            | 5,8            |
| 1979/80                                                                                  | Голден Стэйт | 49               |                  | 14,4             | 45,8             | -                | 50,0             | 3,7              | 1,0              | 0,4              | 0,5              | 4,0              | Не участвовал  | Не участвовал  | Не участвовал  | Не участвовал  | Не участвовал  | Не участвовал  | Не участвовал  | Не участвовал  | Не участвовал  | Не участвовал  | Не участвовал  |
|                                                                                          | Всего        | 287              |                  | 23,0             | 46,6             | -                | 59,2             | 6,6              | 1,4              | 0,8              | 1,0              | 8,6              | 18             |                | 20,7           | 36,9           |                | 62,5           | 6,3            | 1,4            | 0,6            | 0,6            | 5,7            |
| Наведите курсор мыши на аббревиатуры в заголовке таблицы, чтобы прочесть их расшифровку. |              |                  |                  |                  |                  |                  |                  |                  |                  |                  |                  |                  |                |                |                |                |                |                |                |                |                |                |                |

### Статистика в NCAA
| Сезон | Команда        | Conf  | Class | GP | GS | MPG | FG%  | 3P% | FT%  | RPG  | APG | SPG | BPG | PPG  |
| --- | -------------- | ----- | ----- | -- | -- | --- | ---- | --- | ---- | ---- | --- | --- | --- | ---- |
| 1968/69 | Сан-Хосе Стэйт | WCAC  | SO    | 23 |    |     | 48,6 |     | 61,5 | 14,2 |     |     |     | 15,3 |
| Всего | Всего          | Всего | Всего | 23 |    |     | 48,6 |     | 61,5 | 14,2 |     |     |     | 15,3 |
| Наведите курсор мыши на аббревиатуры в заголовке таблицы, чтобы прочесть их расшифровку Статистика приведена с сайта sports-reference.com |                |       |       |    |    |     |      |     |      |      |     |     |     |      |